# The Ring (2002)
The Ring (bra: O Chamado, prt: The Ring - O Aviso) é um filme estadunidense de 2002, do gênero terror psicológico. O filme, dirigido por Gore Verbinski, com roteiro de Ehren Kruger e trilha sonora de Hans Zimmer, é uma regravação do filme japonês Ringu, que, por sua vez, foi adaptado do romance homônimo de Koji Suzuki.

## Sinopse
A repórter Rachel Keller (Naomi Watts) decide investigar a misteriosa morte de sua sobrinha Katie Embry (Amber Tamblyn), supostamente vítima de parada cardíaca. Tudo indica que sua morte está relacionada a uma sinistra fita de vídeo, que dizem ser amaldiçoada pelo espírito de uma garotinha de roupa branca e cabelos longos, chamada Samara. Segundo os rumores, ao término da fita, o telefone toca e ouve-se uma voz sinistra dizendo "sete dias", ao fim desse período a pessoa que assistiu a fita morre de forma misteriosa.
No início, pensando que se trata apenas de um boato de colégio, a repórter decide assistir a fita e, ao seu término, recebe o telefonema macabro. Porém, o que antes parecia ser apenas uma lenda urbana, acaba se tornando um terror real, quando o filho da repórter, o pequeno Aidan Keller (David Dorfman), encontra a fita e também a assiste.
Rachel agora tem que lutar contra o tempo, com apenas sete dias para descobrir de onde veio a fita, quem a produziu e o motivo dela matar quem a assiste.
Enquanto ela vai atrás da verdadeira história de Samara, coisas assustadoras começam a acontecer.

## Elenco
| Ator             | Personagem             |
| ---------------- | ---------------------- |
| Naomi Watts      | Rachel Keller          |
| David Dorfman    | Aidan Keller           |
| Martin Handerson | Noah Clay              |
| Daveigh Chase    | Samara Morgan          |
| Brian Cox        | Richard Morgan         |
| Shannon Cochran  | Anna Morgan            |
| Jane Alexander   | Doutora Grasnik        |
| Lindsay Frost    | Ruth Embry             |
| Amber Tamblyn    | Katie Embry            |
| Rachael Bella    | Rebecca Kotler (Becca) |
| Sandra Thigpen   | Professora Taylor      |
| Richard Lineback | Innkeeper              |
| Adam Brody       | Kellen                 |
| Heather Donahue  | Stephanie              |
| Alan Blumenfeld  | Harvey                 |
| Pauley Perrette  | Beth                   |
| Joe Chrest       | Doutor Jones           |

## Trilha sonora
A trilha sonora, composta originalmente por Hans Zimmer, conta com doze faixas instrumentais. Ela foi lançada em 2005, após a exibição nas salas de cinema americano de The Ring 2. Não é mais encontrada à venda desde março de 2007.

## Produção

### Escolha do elenco
Para interpretar a jornalista Rachel Keller, inicialmente estavam cotadas as atrizes Nicole Kidman, Jennifer Connelly, Julianne Moore, Jodie Foster e Julia Roberts. Nicole e Julianne não aceitaram pois estavam, na época, gravando o filme The Hours. Jennifer recusou o papel por motivos desconhecidos. Jodie, como havia terminado de gravar Panic Room e havia entrado de férias, não recebeu um convite oficial da produtora. Julia, por sua vez, já havia sido convidada para dois trabalhos naquele período. Foi então que Gore Verbinski convidou Naomi Watts, após assistir sua atuação no filme Mulholland Drive. Naomi, então, aceitou o papel.

## Recepção
O filme teve boa aceitação do público, rendendo ao estúdio aproximadamente 130 milhões de dólares, além de ter ficado por oito semanas nas salas de cinema como um dos dez filmes mais assistidos de 2002.